# 1991. évi nyári európai ifjúsági olimpiai napok
Az 1991. évi nyári európai ifjúsági olimpiai napok, hivatalos nevén az I. nyári európai ifjúsági olimpiai napok egy több sportot magába foglaló nemzetközi sportesemény, melyet 1991. július 12. és július 21. között rendeztek Brüsszelben, Belgiumban. Magyarország nem vett részt a fesztiválon.

## Versenyszámok
| Versenyszámok az 1991. évi nyári európai ifjúsági olimpiai napokon |       |     |        |          |
| Sportág, szakág                                                    | férfi | női | vegyes | összesen |
| Asztalitenisz                                                      | 2     | 1   | 0      | 3        |
| Atlétika                                                           | 13    | 11  | 0      | 24       |
| Cselgáncs                                                          | 8     | 7   | 0      | 15       |
| Gyeplabda                                                          | 0     | 1   | 0      | 1        |
| Kosárlabda                                                         | 1     | 0   | 0      | 1        |
| Labdarúgás                                                         | 1     | 0   | 0      | 1        |
| Röplabda                                                           | 0     | 1   | 0      | 1        |
| Tenisz                                                             | 1     | 1   | 0      | 2        |
| Úszás                                                              | 11    | 11  | 0      | 22       |
|                                                                    |       |     |        |          |
| Összesen                                                           | 36    | 32  | 0      | 68       |

## Éremtáblázat
| Az 1991. évi nyári európai ifjúsági olimpiai napok éremtáblázata | Az 1991. évi nyári európai ifjúsági olimpiai napok éremtáblázata | Az 1991. évi nyári európai ifjúsági olimpiai napok éremtáblázata | Az 1991. évi nyári európai ifjúsági olimpiai napok éremtáblázata | Az 1991. évi nyári európai ifjúsági olimpiai napok éremtáblázata | Olimpia  |
| ---------------------------------------------------------------- | ---------------------------------------------------------------- | ---------------------------------------------------------------- | ---------------------------------------------------------------- | ---------------------------------------------------------------- | -------- |
|                                                                  | Ország                                                           | Arany                                                            | Ezüst                                                            | Bronz                                                            | Összesen |
| 1.                                                               | Franciaország                                                    | 13                                                               | 8                                                                | 10                                                               | 31       |
| 2.                                                               | Szovjetunió                                                      | 12                                                               | 5                                                                | 7                                                                | 24       |
| 3.                                                               | Egyesült Királyság                                               | 10                                                               | 9                                                                | 10                                                               | 29       |
| 4.                                                               | Olaszország                                                      | 8                                                                | 6                                                                | 8                                                                | 22       |
| 5.                                                               | Hollandia                                                        | 5                                                                | 2                                                                | 4                                                                | 11       |
| 6.                                                               | Románia                                                          | 4                                                                | 6                                                                | 5                                                                | 15       |
| 7.                                                               | Lengyelország                                                    | 4                                                                | 5                                                                | 2                                                                | 11       |
| 8.                                                               | Spanyolország                                                    | 3                                                                | 8                                                                | 10                                                               | 21       |
| 9.                                                               | Svédország                                                       | 3                                                                | 4                                                                | 2                                                                | 9        |
| 10.                                                              | Csehszlovákia                                                    | 2                                                                | 2                                                                | 0                                                                | 4        |
| 11.                                                              | Törökország                                                      | 2                                                                | 0                                                                | 0                                                                | 2        |
| 12.                                                              | Belgium                                                          | 1                                                                | 3                                                                | 10                                                               | 14       |
| 13.                                                              | Németország                                                      | 1                                                                | 2                                                                | 1                                                                | 4        |
| 14.                                                              | Portugália                                                       | 1                                                                | 1                                                                | 3                                                                | 5        |
| 15.                                                              | Finnország                                                       | 1                                                                | 0                                                                | 1                                                                | 2        |
| 16.                                                              | Bulgária                                                         | 0                                                                | 3                                                                | 3                                                                | 6        |
| 17.                                                              | Írország                                                         | 0                                                                | 3                                                                | 2                                                                | 5        |
| 18.                                                              | Ausztria                                                         | 0                                                                | 1                                                                | 2                                                                | 3        |
|                                                                  | Görögország                                                      | 0                                                                | 1                                                                | 2                                                                | 3        |
| 20.                                                              | Ciprus                                                           | 0                                                                | 1                                                                | 0                                                                | 1        |
| 21.                                                              | Albánia                                                          | 0                                                                | 0                                                                | 1                                                                | 1        |
|                                                                  | Jugoszlávia                                                      | 0                                                                | 0                                                                | 1                                                                | 1        |
|                                                                  | Svájc                                                            | 0                                                                | 0                                                                | 1                                                                | 1        |
|                                                                  |                                                                  |                                                                  |                                                                  |                                                                  |          |
| Összesen                                                         | Összesen                                                         | 70                                                               | 70                                                               | 85                                                               | 225      |